# Simulium ibericum
Simulium ibericum is een muggensoort uit de familie van de kriebelmuggen (Simuliidae). De wetenschappelijke naam van de soort is voor het eerst geldig gepubliceerd in 1985 door Crosskey & Santos Gracio.